# Strut
Albums de Lenny Kravitz
Black And White America
(2011) Raise Vibration
(2018)
Singles
1. The Chamber
Sortie : 16 juin 2014
2. Sex
Sortie : 6 août 2014
3. Strut
Sortie : 18 août 2014
4. New York City
Sortie : 21 octobre 2014
5. Dirty White Boots
Sortie : 27 janvier 2015
6. The Pleasure and the Pain
Sortie : 26 juin 2015

Strut est le titre du dixième album du chanteur et musicien américain Lenny Kravitz, sorti le 23 septembre 2014 à l'international. 
Ce disque sort trois ans après le précédent album à succès du chanteur. Strut inclut le titre The Chamber sorti le 16 juin 2014.
Le disque entre en 3e position avec 14 000 exemplaires écoulés.

## Liste des titres
1. Sex
2. The Chamber
3. Dirty White Boots
4. New York City
5. The Pleasure and the Pain
6. Strut
7. Frankenstein
8. She's a Beast
9. I'm a Believer
10. Happy Birthday
11. I Never Want to Let You Down
12. Ooo Baby Baby

## Musiciens
- Lenny Kravitz - Voix, Guitares, Basse, Piano, Claviers, Batterie
- Craig Ross - Guitares